# Als der Wind den Sand berührte
Als der Wind den Sand berührte ist ein Spielfilm der belgischen Regisseurin Marion Hänsel. Der Film entstand nach dem Roman Chamelle von Marc Durin-Valois.

## Handlung
Rahne ist Lehrer in einem Dorf irgendwo in Afrika. Er hat zwei Söhne, als seine Frau Mouna eine Tochter gebärt. Im Dorf ist man der Meinung, dass eine Tochter bei der Armut des Dorfes nicht hilfreich sei und nur ein weiterer Esser. Mouna verhindert jedoch die Tötung der Tochter. Die jungen Eltern nennen sie Shasha.
Jahre später ist das Dorf ohne Wasser. Die Dorfbewohner beschließen das Dorf zu verlassen. Rahne ist jedoch der Meinung, dass er für seine Familie nur Wasser im von Rebellen kontrollierten Teil des Landes finden kann. Trotz Warnungen macht er sich mit einer befreundeten Familie und einem alten Freund in diese Richtung auf. Bald erreichen sie ein Wasserloch, das von Offizier Lassong und seinen Soldaten kontrolliert wird. Lassong verlangt Bezahlung für die Nutzung des Wassers. Der alte Mann der Gruppe verkauft seine gesamte Rinderherde für die Überfahrt mit dem Soldatenjeep zur Grenze des Landes. Später muss Rahne feststellen, dass der alte Mann ermordet wurde. Die beiden Familien beschließen schleunigst das Wasserloch zu verlassen. Auf der weiteren Suche werden sie zweimal von Rebellen und Plünderern überrascht. Beim ersten Zusammentreffen dürfen sie weiterziehen, als sie den Rebellen den ältesten Sohn als Kindersoldaten überlassen. Beim zweiten Mal muss Tochter Shasha über ein Feld mit Landminen laufen, um einen sicheren Weg für die Plünderer herauszufinden. Sie überlebt und die Banditen fahren über diesen Weg fort, erschießen jedoch den zweiten Sohn Rahnes.
Mouna erkrankt auf der strapaziösen Wanderung durch die Wüstengegenden Afrikas. Die zweite Familie geht allein weiter, da Mouna zu schwach ist. Als Mouna endgültig zu schwach für eine Weiterreise ist, müssen Rahne und Shasha die geliebte Ehefrau und Mutter zurücklassen. Sie wollen Hilfe holen. Rahne, Shasha und das Kamel Chamelle wandern bis zur völligen Erschöpfung allein weiter. Vater und Tochter waren sich noch nie so nah wie jetzt und sie sind sich bewusst, dass sie nur noch sich haben. Sie werden schließlich von UN-Mitarbeiten, die den notleidenden Flüchtlingen helfen, gefunden. Im Lager werden sie gesund gepflegt und treffen den Familienvater der befreundeten Familie aus dem Dorf wieder. Sie sind die einzigen, die die Suche nach Wasser überlebt haben.

## Hintergrund
Der Film wurde in Dschibuti gedreht. Sechs Monate dauerte das Casting, um in Dschibuti die passenden Kinderdarsteller auszuwählen. Die Rolle von Vater Rahne übernahm der in Norwegen als Theaterschauspieler lebende Isaka Sawadogo aus Burkina Faso. Die Darstellerin der Mouna stammt aus Ruanda und überlebte als Tutsi den Völkermord in Ruanda. Sie lebt heute in Belgien und spielte bereits in Raoul Pecks Sometimes in April eine Hauptrolle.
Der Film erlebte seine Uraufführung beim Internationalen Filmfestival San Sebastián 2006. In Deutschland lief der Film seit dem 26. Juli 2007 in den Kinos.

## Kritiken
- Spiegel Online, 25. Juli 2007: "Als der Wind den Sand berührte" ist ein eindrucksvoller Film über einen unaufhörlichen Existenzkampf geworden in einer unwirtlichen Natur, die sich ihre Ressourcen nur mühevoll abringen lässt. Dazu diese Hitze, in der die Konturen zu flirren und die Zeit zu flocken beginnen. In der sich die Wahrnehmung verselbständigt und die heiße Luft ihre eigenen Bilder von der Welt malt. Doch bei allen prächtigen Totalen von der ostafrikanischen Wüste kommt der Film keinesfalls als eine ästhetizistische Meditation über Zeit, Raum und Kino daher. Dafür hat die belgische Filmregisseurin Marion Hänsel, die mit konsequenten Psychodramen wie "Dust" (1985) oder "Barbarische Hochzeit" (1987) bekannt wurde, einfach viel zuviel zu erzählen. Vom Auszug eines kompletten Dorfes auf der Suche nach Wasser, von dem Drama zerrissener Familien, von Migration und Fremde.

- Filmdienst: Geschickt die Balance zwischen neorealistischer Darstellung und poetischer Überhöhung haltende Inszenierung, die sich nicht zuletzt durch die atmosphärisch-dichten Bilder und die authentischen Darsteller zu einem Meisterwerk des ethnisch-fiktiven Kinos verdichtet.

## Auszeichnungen
Der Film erhielt beim Filmfestival San Sebastián 2006 den C.I.C.A.E.-Preis und lief im Wettbewerb des Festivals.
Außerdem wurde er 2007 auf dem 18. Internationalen Filmfest Emden-Norderney doppelt prämiert: mit dem Bernhard-Wicki-Filmpreis und dem DGB-Filmpreis.